# Тіруваллувар
Тіруваллувар (*திருவள்ளுவர், між II ст. до н. е. та VIII ст. н. е.) — тамільський поет та філософ, автор визначної праці «Тіруккурал» (священної книги тамілів).

## Життєпис
Стосовно місця народження існують суттєві розбіжності: за однією версією народився у м. Мадурай або поблизу нього, за іншою — Нагерсойл (кінцева частина Індостану), ще однією — м. Майлопур (територія сучасного м.Ченнай). Щодо дати народження також немає чітких даних: між II ст. до н. е. та VIII ст. н. е. У будь-якому разі він вторив при дворі правителів держави Панд'я, які були великими прихильниками тамільської мови. Єзгадки, що мешкав при дворі Уккіри Перувалуді, а тому ймовірно його діяльність відноситься до I ст. н.е. За своїм віруванням належав до джайнізму.

## Творчість
Єдиними відомим твором є «Тіруккурала» («Священні курали») — збірка з 1330 куралів (віршів певного метричного зразка) — віршованих афоризмів. Збірка складається з 3 частин, що відповідають 3 традиційним цілям життя стародавнього індуса: дхармі, артхі та камі. Кінцева мета — мокша (звільнення душі від матеріальних бажань), тобто кола перероджень, не відображена в «Курале», так як, створюючи свої афоризми, автор насамперед мав на увазі мирянина.